# Sari Kenanga
Sari Kenanga is een bestuurslaag in het regentschap Mandailing Natal van de provincie Noord-Sumatra, Indonesië. Sari Kenanga telt 1045 inwoners (volkstelling 2010).